# Décès en 1429
Décès
- 1425
- 1426
- 1427
- 1428
- 1429
- 1430
- 1431
- 1432
- 1433

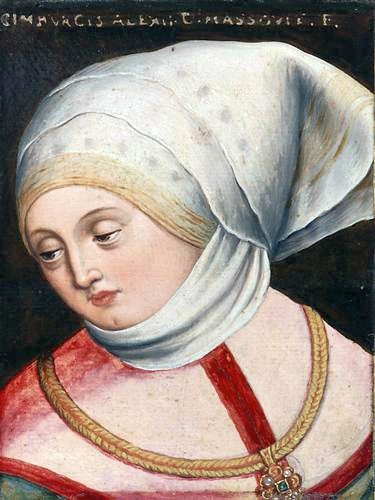
Cymburge de Mazovie, morte en 1429.

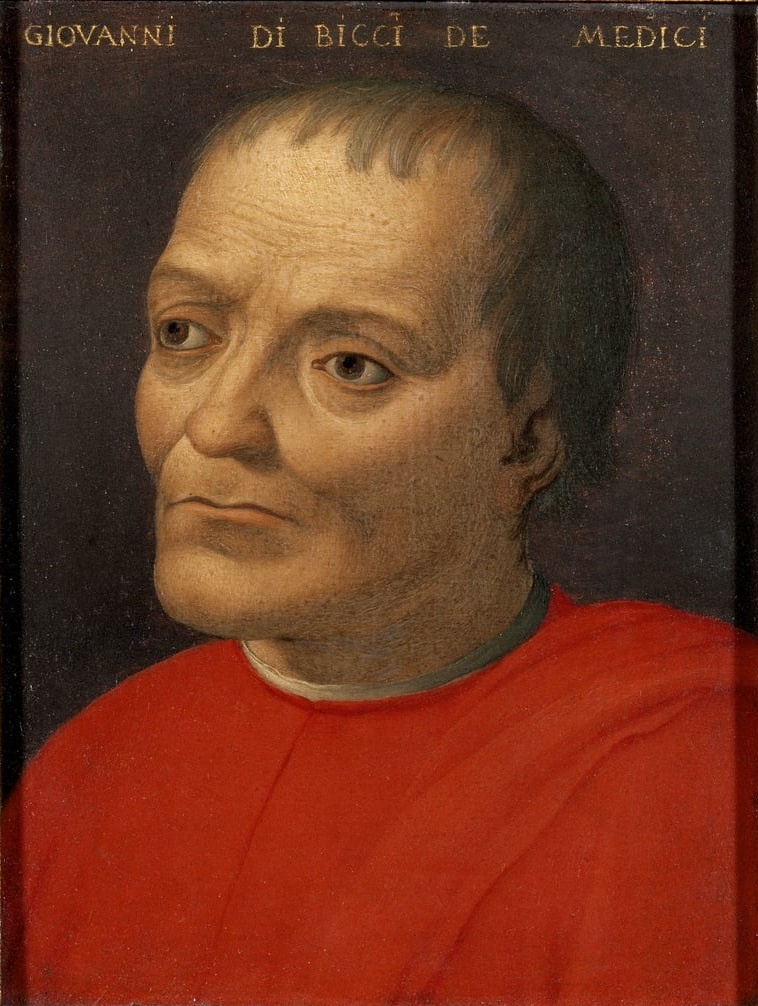
Jean de Médicis, mort en 1429.

Cette page dresse une liste de personnalités mortes au cours de l'année 1429  :
- 12 février : John Stuart de Darnley, noble écossais, comte de Derneley et d'Évreux, connétable de l'armée d'Écosse durant la guerre de Cent Ans.
- 20 février : Jean de Médicis, fondateur de la puissante et fameuse dynastie des Médicis de Florence, le père de Cosme de Médicis (Pater Patriae) et l'arrière-grand-père de Laurent de Médicis le Magnifique.
- 1er mars : Jean III de Namur, marquis de Namur.
- 22 mars : Renaud du Châtelet, chevalier, seigneur du Châtelet, de Deuilly en partie, de Removille, de Theullieres, bailli de Bassigny.
- 22 juin : Al-Kachi, mathématicien et astronome perse[1].
- 2 juillet : Philippe Ier de Nassau-Weilburg, comte de Nassau-Weilburg et comte de Sarrebruck, possesseur du Château-Bas (la "part de Sarrebruck") de Commercy.
- 4 juillet : Carlo Ier Tocco, seigneur d'origine italienne ayant régné sur les îles ioniennes, une partie du Péloponnèse et le despotat d'Épire.
- 12 juillet : Jean Charlier, dit Jean de Gerson, à Lyon (né en 1363), ecclésiastique et théologien français, qui tenta de résoudre le Grand Schisme au concile de Constance.
- 13 septembre : Carlo I Malatesta, condottiere italien, seigneur de Rimini, Pesaro, Fano et Cesena.
- 28 septembre : Cymburge de Mazovie, seconde épouse du duc Ernest d'Autriche intérieure (archiduc après 1414), de la famille des Habsbourg, et par là duchesse/archiduchesse de la lignée de l'Autriche intérieure en Styrie, Carinthie et Carniole.
- novembre : Théodora Tocco, épouse de Constantin Paléologue quand il était despote de Morée.
- 6 décembre : Étienne Cœuret, évêque de Dol.
- 8 décembre : Janusz Ier l'Aîné ou de Varsovie, un des ducs de Mazovie.
- 19 décembre: Malatesta IV Malatesta, condottiere italien. Seigneur de  Pesaro, Fossombrone, Fratta Todina, Gradara, Jesi, Todi, Narni, Orte et Acquasparta.

- Jacques II de Bourbon-Préaux, seigneur de Thury, de Préaux et d'Argies, puis baron de Thury, de Combles et de Puisieux en Artois.
- Raymond de Coutes, un des pages de Jeanne d'Arc.
- Alain VIII de Rohan, vicomte de Rohan.
- Thibaud de Rougemont, évêque de Mâcon, archevêque de Vienne puis archevêque de Besançon.
- Syméon de Thessalonique, archevêque de Thessalonique.
- Alexis IV de Trébizonde, empereur de Trébizonde.
- Alonso Enríquez, amiral de Castille et seigneur de Medina de Rioseco.
- Ibn al-Jazari, jurisconsute shafi'ite, hâfiz (mémorisateur du Coran) et muhaddith (savant spécialiste du hadith) reconnu, il est le plus célèbre spécialiste des qirâ'ât du Coran (de l'arabe.
- Jacques Stuart le Gros, fils de Murdoch Stuart.
- Taromai, cinquième et dernier souverain du royaume de Nanzan dans l'ile d'Okinawa.
- Heinrich von Plauen, 27e Grand maître de l'ordre Teutonique.
- Yeshaq Ier d'Éthiopie, roi d'Éthiopie.

## Crédit d'auteurs
- Cet article est partiellement ou en totalité issu de l'article intitulé « 1429 » (voir la liste des auteurs).